# Попови
Попови — київські 1-ї гільдії купці, одна з найбагатших і впливових купецьких родин м. Київ, меценати. Родоначальником династії був Фадей Денисович П. (н. 1776 — р. с. невід.). Родині П. належав ряд прибуткових будинків по вул. Хрещатик. Купцями 1-ї гільдії П. вважалися з 1886. Микола Фадейович (н. 1814 — р. с. невід.) мав звання комерції радника та був почесним громадянином Києва. У 1860-х рр. брати Микола Фадейович та Лев Фадейович (н. 1820 — р. с. невід.) вели активне придбання рухомого та нерухомого майна за межами міста (земель, млинів, цукрових, винокурних та цегельних заводів), зокрема в селах Андрушки (нині село Попільнянського району Житомирської обл.), Харинівці, Вербівка (нині села Ружинського району Житомир. обл.) Сквирського повіту, м. Турбів Бердичівського повіту Київської губернії (нині селище міськ. типу Липовецького району Вінницької обл.).
Після ліквідації Київського магістрату та заснування міської думи Фадея Денисовича обирають ротманом (1835) Київської міської думи. 1886 його сини Микола і Лев заснували та утримували на власний кошт лікарню з лікування очей для бідних хворих (на 30 місць). 1891 Парфеній Миколайович (н. 1849 — р. с. невід.) разом з Н. А. Терещенком та М. Дехтерьовим облаштували лікарню для робітників (на 50 місць). 1892 за клопотанням київського міського товариства цим доброчинцям присудили звання почесних громадян м. Київ. Крім того, П. були щедрими дарувальниками на старообрядські монастирі, оскільки були не лише парафіянами, але й активними членами старообрядських громад Києва. Зокрема, Фадей Денисович робив пожертвування Куренівському Свято-Нікольському чоловічому монастиреві (Ольгопільський повіт Подільської губ.) та Замошенському Казанському жіночому монастиреві (Радомишльський повіт Київ. губ.). У 1860-ті рр. — на поч. 20 ст. переважно за власний кошт П. утримували Свято-Успенську старовірську церкву м. Київ, а Лев Фадейович був головою Київської Свято-Успенської старообрядської громади. 1914 при цій громаді був відкритий та утримувався за власний кошт лазарет для поранених воїнів у Першій світовій війні (на 25 місць). Після закінчення Київського Миколаївського військового училища 1916 безпосередню участь у військових діях на Західному фронті брав Микола Миколайович (1898—1916), де був важко поранений і помер від ран.